# Серамско море
Серамско море је једно од неколико мањих мора Тихог океана. Простире се на око 12000 км² површине између острва Буру и Серам, острва која су се некада звала јужна Молучка острва.